# توری نسوز
توری نسوز (به انگلیسی: Wire gauze) یا توری سیمی را می‌توان به عنوان نوعی سیم بافته‌شده بسیار ظریف توصیف کرد. توری نسوز بر روی حلقه نگهدارنده‌ای یا سه‌پایه واقع بر روی یک مشعل قرار می‌گیرد. ظروف شیشه ای نباید مستقیماً توسط شعله چراغ بونزن یا سایر مشعل‌های گازی گرم شوند. توری نسوز با پخش کردن گرما، از ظروف شیشه‌ای محافظت می‌کند. اگر قرار باشد که ظروف شیشه‌ای روی توری نسوز قرار داده شوند باید حتماً ته آن صاف باشد.

## نگارخانه

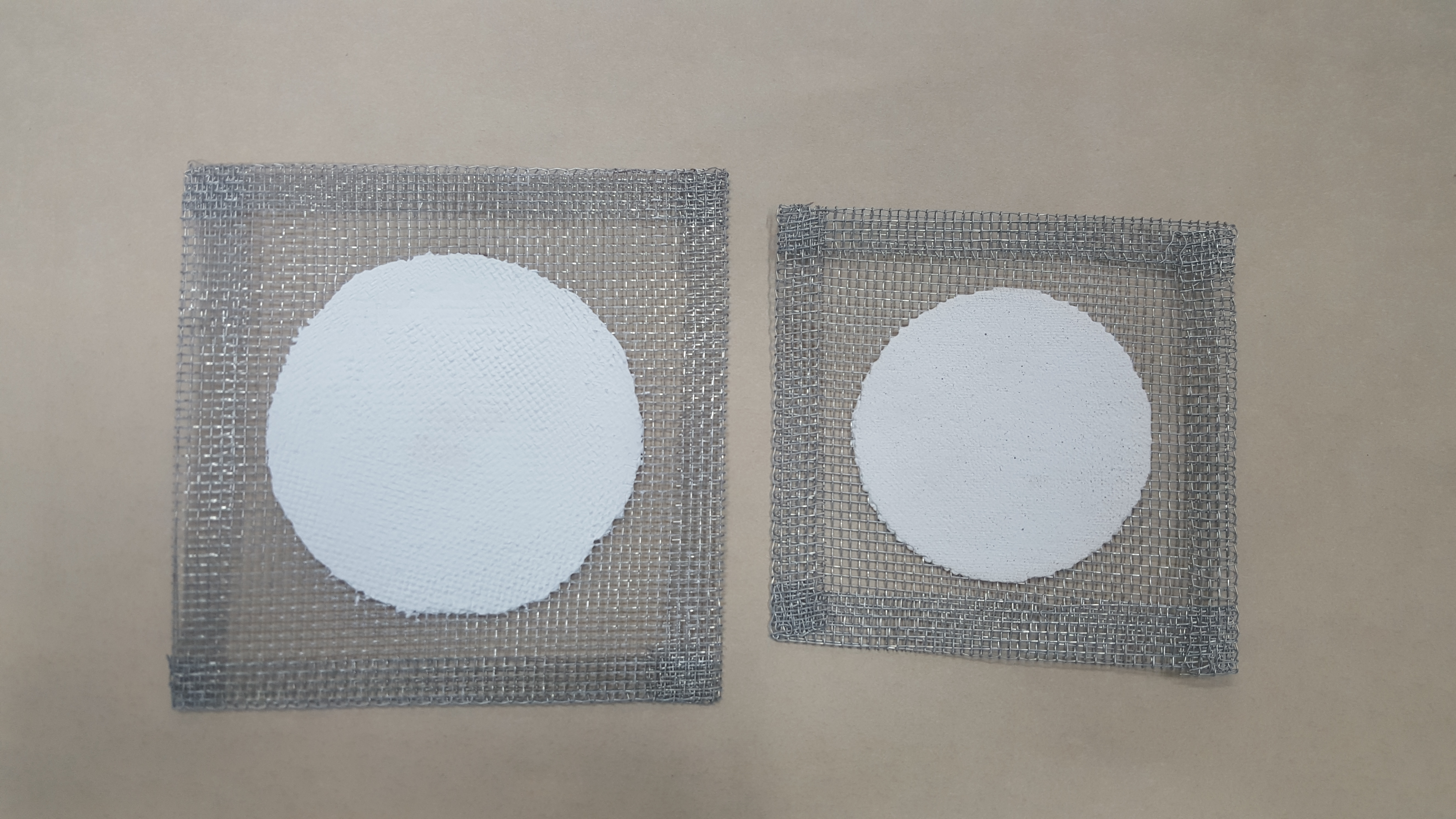
توری نسوز ۱۲۵ و ۱۵۰ میلی‌متری با مرکز سرامیکی
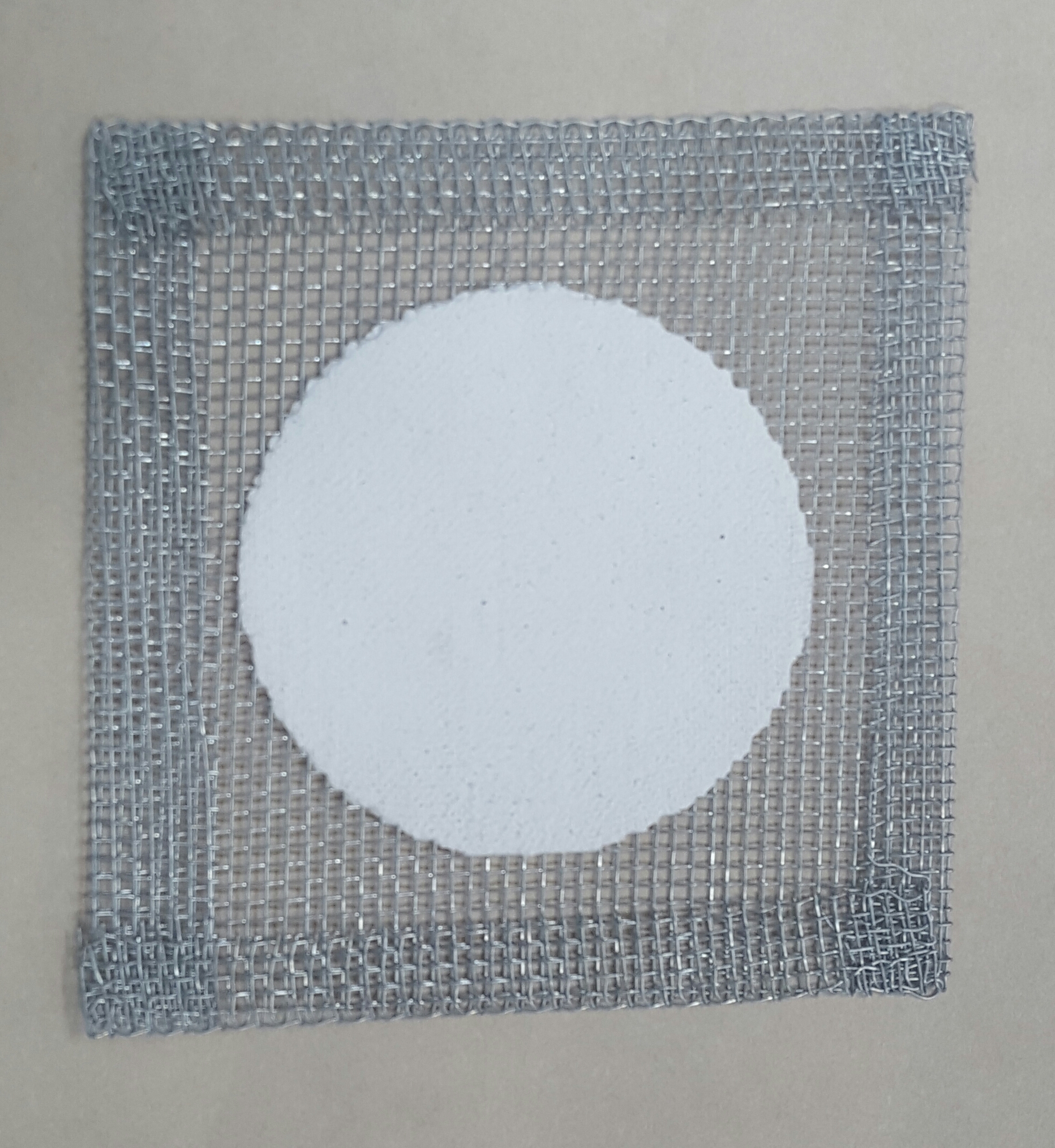
توری نسوز ۱۲۵ میلی‌متری با مرکز سرامیکی
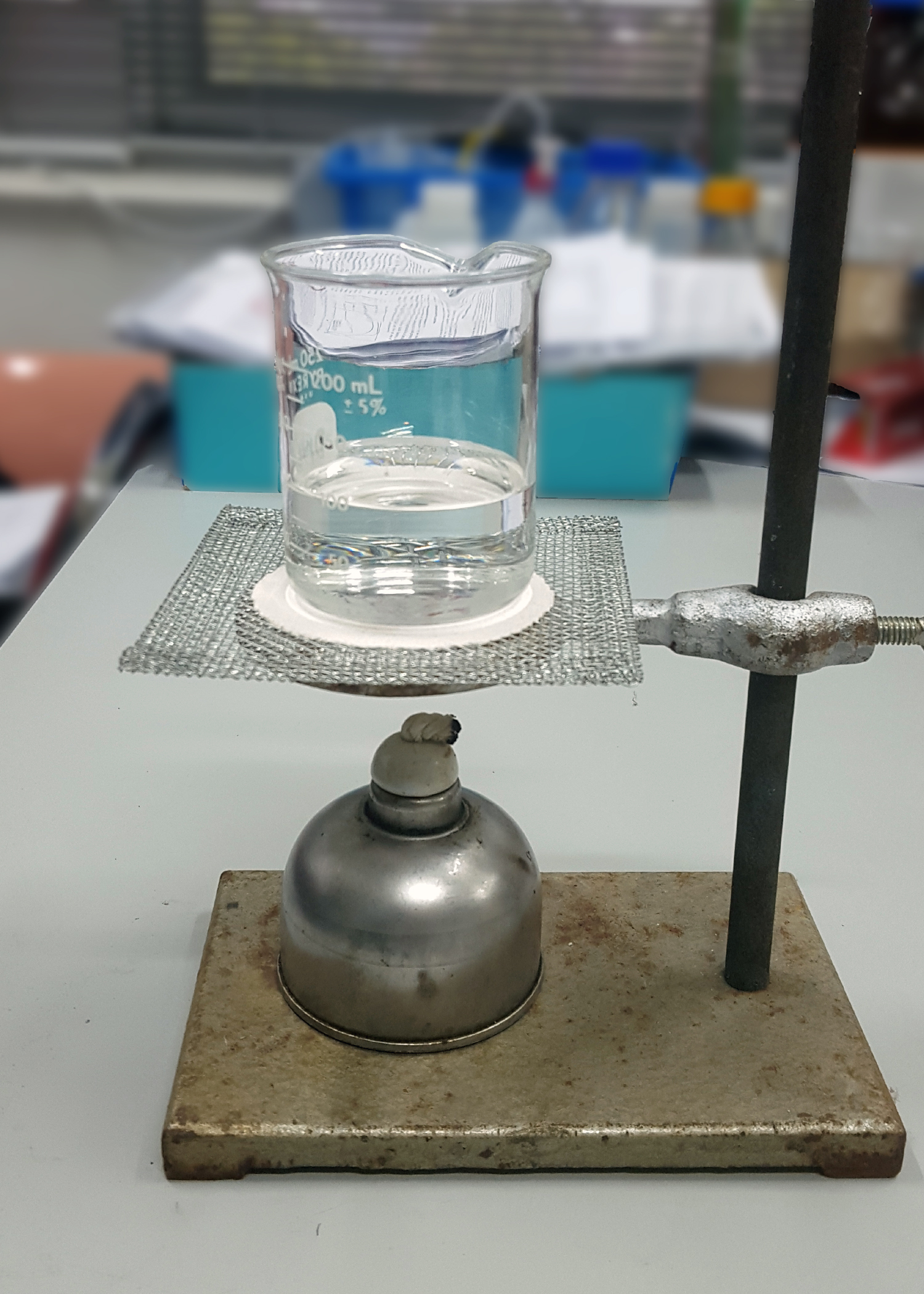
بشر محافظت شده از مشعل توسط توری سیمی بر روی سه‌پایه
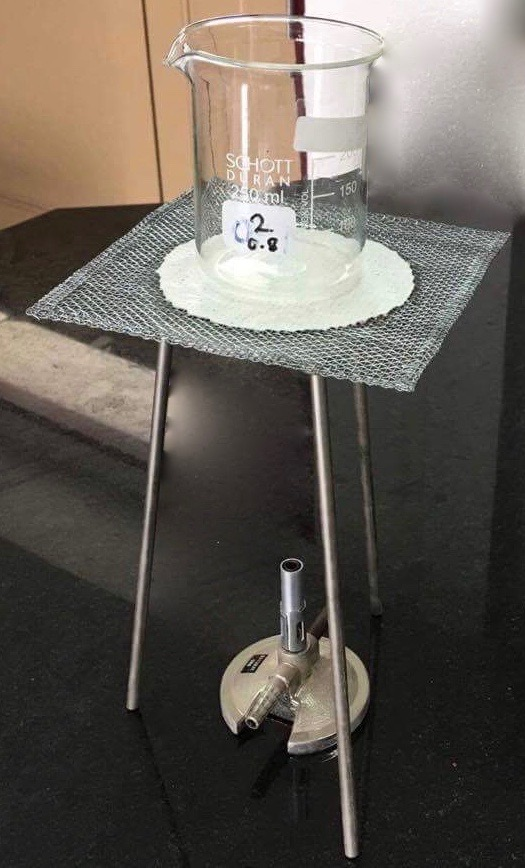
بشر محافظت شده از مشعل توسط توری سیمی